# Pięćset milionów hinduskiej władczyni
Pięćset milionów hinduskiej władczyni (tytuł powieści przekładany był też na język polski jako: 500 milionów Begumy i Spadek 500-miljonowy) (fr. Les Cinq cents millions de la Bégum, 1879) – jednotomowa powieść Paschala Grousseta (ps. „André Laurie”) i Juliusza Verne’a z cyklu Niezwykłe podróże złożona z 20 rozdziałów.
Pierwszy polski przekład autorstwa Wincenty Limanowskiej, pt. Spadek 500-miljonowy, pojawił się w 1880. Powieść tłumaczyli także m.in.: tłumacz anonimowy (pt. 500 milionów Begumy, 1909), Seweryn Albert Hartman (pod ps. Jan Walicki, pt. 500 miljonów Begumy, 1931), Olga Nowakowska (pt. 500 milionów hinduskiej władczyni, 1959) i Andrzej Zydorczak (pt. Pięćset milionów hinduskiej księżniczki, 2009).

## Fabuła
Powieść opowiada o sposobie wykorzystania olbrzymiego spadku przez Francuza i Niemca. Francuz tworzy utopijne miasto. Niemiec buduje fabrykę broni, za pomocą której chce zniszczyć miasto Francuza. Wątek niemieckiego zagrożenia związany jest z poglądami autorów po wojnie francusko-pruskiej w 1870 roku, kiedy ujawniły się nacjonalistyczne siły w ówczesnych Niemczech pod rządami Ottona von Bismarcka.